# N-ost
N-ost (аббревиатура от Netzwerk für Osteuropa-Berichterstattung) — неправительственная организация, находящаяся в Берлине. Союзом руководит правление, состоящееся из семи членов. В берлинском районе Кройцберг располагается штаб-квартира союза, где работают исполнительный директор Ханно Гундерт и несколько редакторов.
Союз журналистов, пишущих о Восточной Европе, n-ost объединяет репортёров и медиапроекты из более чем 20 европейских стран. Основной целью союза является освещение событий, происходящих в Восточной Европе. Члены объединения стремятся к развитию свободы слова и борются против ограничений, препятствующих журналистской работе. Служба подписки на печатные и радио-материалы n-ost предоставляет тексты и сюжеты для газет и радиостанций Германии, Австрии и Швейцарии. Союз организует тренинги для повышения квалификации журналистов, международные журналистские проекты и проводит ежегодную международную журналистскую конференцию, каждый раз в новом городе — в последние годы конференции проходили в Берлине, Праге, Софии, Бухаресте. В 2009 г. Конференция состоится в Ростове-на-Дону.
Кроме того, n-ost организует различные проекты для журналистов — например, гранты для журналистов на исследовательскую работу по теме правого радикализма и антисемитизма в восточной Европе, конкурс на лучший репортаж, европейский интернет-портал о культуре и серии репортажей, посвященных таким темам, как бедность среди пожилых людей в восточной Европе или глобализация рынка труда. N-ost объединяет немецкоговорящих репортёров из более чем 20 европейских стран. С мая 2008 года n-ost издаёт интернет-портал eurotopics.net на пяти языках (по-немецки, по-французски, по-испански, по-английски, по-польски) — ежедневный обзор прессы по заказу немецкого Федерального агентства политического образования (Bundeszentrale für politische Bildung). У Eurotopics.net есть отдельная редакция, которая состоит из пяти редакторов, сети корреспондентов и переводчиков.
N-ost поддерживается попечительским советом, членами которого являются Вернер д’Инка (издатель «Frankfurter Allegemeine Zeitung»), Сабине Адлер (руководитель «Deutschlandradio-Hauptstadtstudio»), Кристин Бёме (главный редактор «Jüdische Allgemeinen Zeitung»), Хенрик Кауфхольц («Politiken», Копенгаген), Хорст Пётткер (преподаватель журналистики в Техническом университете Дортмунда), Соня Марголина (публицист), Уве Ноймеркер (руководитель организации «Мемориал памяти убитых евреев Европы»), Томащ Дябровски (директор Польского института в Берлине), Людмила Ракусанова (глава Института региональной журналистики, Прага), Маркус Хипп (директор-распорядитель фонда BMW Stiftung Herbert Quandt), Уве Лёйшнер (предприниматель).
N-ost сотрудничает с другими сетями журналистов и организациями и в Германии и на международном уровне. Среди партнеров — Netzwerk Recherche, польская организация Medientandem, венгерская журналистская академия Bálint György, испанская неправительственная организация access!info, Фонд им. Фридриха Эберта (Friedrich Ebert Stiftung), Фонд им. Роберта Боша (Robert Bosch Stiftung), Институт международных отношений, Фонд «BMW Foundation Herbert Quandt», Немецко-чешский Фонд будущего (Deutsch-Tschechischen Zukunftsfond), Фонд им. Альфреда Тёпфера (Alfred Toepfer Stiftung F.V.S.), Фонд им. Конрада Аденауэра (Konrad Adenauer Stiftung), Фонд им. Фридриха Науманна (Friedrich Naumann Stiftung für die Freiheit), Renovabis, Фонд «Allianz Cultural Foundation» и Гёте-Институт.
В июле 2025 года Прокуратура РФ присвоила НКО статус организации, деятельность которой нежелательна в РФ.